# Habenaria ternatea
Habenaria ternatea är en orkidéart som beskrevs av Heinrich Gustav Reichenbach. Habenaria ternatea ingår i släktet Habenaria och familjen orkidéer.
Artens utbredningsområde är Moluckerna. Inga underarter finns listade i Catalogue of Life.